# Deadly Nam
Deadly Nam ist ein deutscher Low-Budget-Kriegsfilm von Markus Hagen aus dem Jahr 2006.

## Handlung
Auf dem Höhepunkt des Vietnamkriegs wird eine Gruppe junger amerikanischer Soldaten per Helikopter im Dschungel abgesetzt. Sie sollen einen Weg auskundschaften, auf dem die kämpfenden Truppen mit Nachschub versorgt werden können. Während die GIs immer tiefer in das feindliche Gebiet vorrücken, fällt einer nach dem anderen dem Vietcong und den Tretminen zum Opfer, die überall auf sie lauern.

## Kritiken
- Die tageszeitung: Genreklischees werden nicht nur durch den Kakao gezogen, sondern darin ertränkt (...) Ein Feuerwerk aus Blut und Schwachsinn![1]
- Badmovies.de: Der Film spielt genüsslich mit den althergebrachten Genreklischees und treibt sie noch eine Stufe weiter. Selten hat unverdaulicher flaggewedelnder Hurra-Heldenpathos so viel gute Laune verbreitet.[2]

## Hintergrund
Gedreht wurde in der Nähe von Bremen, weshalb die Macher (Hendrik Thiele & Markus Hagen) Deadly Nam als ersten norddeutschen Vietnamfilm bewarben. Durch das Internet und die Berichterstattung in diversen Zeitungen erlangte das Projekt schnell überregionale Bekanntheit.
Zu den Filmen, die in Deadly Nam parodiert werden, zählen Werke wie Apocalypse Now und Platoon, aber auch die Filme von Michael Dudikoff und Chuck Norris.